# Telmatoscopus similis
Telmatoscopus similis är en tvåvingeart som beskrevs av Tonnoir 1922. Telmatoscopus similis ingår i släktet Telmatoscopus och familjen fjärilsmyggor. Inga underarter finns listade i Catalogue of Life.